# Lektorat
Bei einem Lektorat ist begrifflich zunächst zwischen dem eigentlichen Berufsbild des Lektors bzw. dessen Organisationsform und der spezifischen Bearbeitungsform eines Textes zu unterscheiden. Bei der Organisationsform eines Lektorats kann es sich also einerseits um eine Abteilung in einem Verlag oder in einer Werbeagentur handeln und andererseits um die Dienstleistung eines Übersetzungsbüros oder eines in der Regel auf Textkorrekturen spezialisierten Unternehmens. Letzteres beschäftigt oft nur wenige (feste) Mitarbeiter oder ist eine Einzelunternehmung.
Als Bearbeitungsform umfasst das Lektorat für gewöhnlich die rechtschreibliche, stilistische, grammatikalische und inhaltliche Verbesserung von Texten. Das Aufgabenfeld eines Lektors umfasst über die Tätigkeit des Lektorierens hinaus aber auch die Prüfung der eingehenden Manuskripte oder Typoskripte, die Zusammenstellung eines Verlagsprogramms, das Publikationsmarketing und die Begleitung von Skripten bis zur Veröffentlichung. Durch einen Korrektor werden Texte rechtschreiblich und grammatikalisch überprüft. Die stilistische Bearbeitung wird als stilistisches Lektorat bezeichnet, das zwar zumeist ein Korrektorat einschließt, jedoch stets darüber hinausgeht. Zunehmend gebräuchlich ist auch der englische Begriff copy editing.
Neben fest angestellten Lektoren werden zunehmend auch freiberuflich tätige Fachkräfte in die Verlagstätigkeit eingebunden. Dies erfolgt nicht nur aus wirtschaftlichen Überlegungen, sondern vor allem zur Qualitätssteigerung durch spezialisierte Lektoren. Freie Lektoren arbeiten nicht nur für Buchverlage, sondern beispielsweise auch für Werbeagenturen, öffentliche Einrichtungen, Unternehmen und Privatkunden.

## Voraussetzungen
Die Berufsbezeichnung „Lektor“ und der Zugang zum Beruf sind grundsätzlich frei, eine geregelte Ausbildung oder ein Studium gibt es nicht. Für das Berufsbild des Verlagslektors gibt es in vielen Fällen allerdings die Möglichkeit zur Absolvierung eines Volontariats. Lektoren haben außerdem oft ein geisteswissenschaftliches Studium absolviert, meist Germanistik, Anglistik und Sprachwissenschaften. Fachwissen kann zudem erforderlich sein, um als freier Lektor oder für Verlage arbeiten zu können. Dies gilt besonders, aber nicht nur, für den Bereich Wissenschaftslektorat.

## Tätigkeitsprofil
Arbeit im freien Lektorat unterscheidet sich nicht grundsätzlich vom Tätigkeitsfeld eines Verlagslektors. Dennoch haben sich in beiden Segmenten unterschiedliche Schwerpunkte herausgebildet. Im Bereich des Verlagslektors gehören dazu unter anderem die Manuskriptbegutachtung, die Verlagsprogrammgestaltung, die Projekt- und Autorenbetreuung, die Rechteklärung und das Marketing von Büchern. Freie Lektoren konzentrieren sich dagegen hauptsächlich auf klassisches Korrekturlesen und das Bearbeiten von Manuskripten. Im Zentrum der Arbeit stehen formale und inhaltliche Aspekte eines Textes. Wenn sowohl formale als auch inhaltliche Aspekte beim Korrekturlesen berücksichtigt werden, spricht man üblicherweise vom „Lektorat“; wenn nur formale Fehler korrigiert werden, spricht man dagegen vom „Korrektorat“. Allerdings sind die hier umrissenen Tätigkeitsfelder nicht exklusiv. Verlagslektoren korrigieren nach wie vor auch Manuskripte, und es gibt Freie Lektoren, die ihr Leistungsangebot im Bereich des Publikationswesens deutlich erweitert haben, etwa für Produktbeschreibungen, Kundeninformationen sowie weitergehende Dienstleistungen.
In einem Verlag werden eingehende Manuskripte zuerst vom (Verlags-)Lektor durchgesehen. Hält er eines für geeignet, also zum Verlagsprogramm passend, rät er dem Verleger, es anzunehmen. Hierzu werden gegebenenfalls auch Umarbeitungen veranlasst, Vorschläge für Buchprojekte gemacht und dafür Autoren oder Übersetzer gesucht.
In wissenschaftlichen Verlagen, sogenannten Fachbuchverlagen, ist das Lektorat meistens von einschlägigen Fachleuten besetzt. Vertreibt ein Verlag beispielsweise überwiegend biologische Fachbücher, hat die Mehrheit der Lektoren üblicherweise ein Biologie-Studium abgeschlossen.
Werden in einem Verlagslektorat auch weite Bereiche der Produktpolitik wahrgenommen, spricht man von Lektoratsmarketing.

## Aufgaben und Arbeitsweise des Lektorats
Aufgabe des Lektorats ist die Qualitätssicherung von Texten. Dies geschieht über die formale (Grammatik, Rechtschreibung, Ausdruck, verstärkt auch Detailtypografie) und inhaltliche Überprüfung bzw. Korrektur und Anpassung (u. a. Einheitlichkeit von Namen und Begriffen, faktische Korrektheit) von Texten. Zu unterscheiden ist diese Tätigkeit für gewöhnlich nach „Lektorat“ und „Korrektorat“. Während letzteres ausschließlich formale Mängel in den Blick nimmt, bietet das Lektorat eine vollumfängliche Überprüfung von Textform und -inhalt. Diese klassische Tätigkeit des Lektors, das Korrekturlesen von Manuskripten, erfordert neben einer soliden Kenntnis der Grammatik, Rechtschreibungs- und Zeichensetzungsregeln einer Sprache vor allen Dingen ausdauernde Konzentrationsfähigkeit, die Fähigkeit zum Denken in Zusammenhängen, einen Blick für die Textstruktur und stilistisches Sprachgefühl.
Der Verlagslektor führt textliche Korrekturen nicht nur selbst durch, sondern steht den Autoren diesbezüglich mit Rat und Tat zur Seite. Dies führt nicht selten zu einer inhaltlichen Anpassung des Werkes an das Verlagsprogramm. Die reine Textarbeit nimmt bei Lektoren im Verlagssektor jedoch immer mehr ab zugunsten anderer Bereiche (Programmplanung, Marketing etc.).
Unter das Leistungsangebot eines Lektorats fällt häufig auch die Formatierung bzw. das Erstellen von Layouts der betreuten Arbeiten. Oft wird in diesem Zusammenhang von „Redaktion“ gesprochen, wobei diese Verwendung des Begriffs nicht eindeutig ist. Insbesondere bei wissenschaftlichen Abschlussarbeiten, wie beispielsweise der Bachelorarbeit oder der Dissertation, erlangt diese Arbeit zunehmend an Bedeutung, da hier oftmals spezifische Richtlinien vorgegeben sind. Ebenso erfordern digitale Publikationen spezielle Kenntnisse im Bereich Formatierung.
Eine Besonderheit stellt das Lektorat im Musikverlagswesen dar – schon wegen der Vielfalt der Anforderungsprofile, die den Beruf kennzeichnen. Oft ist eine musikwissenschaftliche Ausbildung der Ausgangspunkt für eine Anstellung im Musikverlagswesen. Gleichwohl ist der Zugang über ein gesang- oder instrumentalpädagogisches oder ein künstlerisches Musikstudium denkbar. Je nach Ausrichtung eines Verlagsprogramms bilden Mehrfachqualifikationen Vorteile in der Gestaltung der Verlagsprojekte, denn die Tätigkeit erfordert mit unterschiedlicher Gewichtung künstlerische, musikpädagogische, musikwissenschaftliche und allgemein sprachliche Kompetenzen. Für das Musiklektorat ist eine umfassende Kenntnis der Musiktheorie (Harmonielehre, Kontrapunkt, Musikgeschichte) unverzichtbar, manchmal sind es auch fundierte Kenntnisse der Aufführungspraxis, der Editionstechnik und der Notationslehre.

## Formen des Lektorierens
Die Bearbeitungsform eines Lektorats widmet sich grundsätzlich der formalen und der inhaltlichen Überprüfung eines Textes. Allerdings ergeben sich hinsichtlich verschiedener Textformen und Anforderungen auch unterschiedliche Schwerpunkte.
Die Abrechnung von Lektorat erfolgt in der Regel, wie auch bei Korrekturlesen und redaktionellen Tätigkeiten, per Stunde. Zuschläge für Eilaufträge und Wochenendarbeit werden häufig nur bei kurzfristigen Aufträgen erhoben.

### Stilistisches Lektorat
Im Zentrum des stilistischen Lektorats stehen vor allen Dingen Fragen des sprachlichen Stils, der Lesbarkeit und der Verständlichkeit eines Textes. Dabei ist beispielsweise darauf zu achten, ob der Sprachduktus harmonisch wirkt, ob Sätze möglicherweise zu verschachtelt sind und ob der Text sprachlich so gestaltet ist, dass abhängig vom Genre Figurenzeichnung, Dramaturgie oder Thesen und Argumente durch den Leser nachvollzogen werden können. Die Beurteilungskriterien sind immer auch abhängig davon, welchem Zweck der Text dient und welchem Genre er angehört, ob es sich beispielsweise um einen Roman, ein Theaterstück oder einen Sachtext handelt. So wird etwa bei einem Fantasy-Roman stärker das Worldbuilding auf Widersprüche geprüft, während bei einem Krimi die Plot-Twists und die gelungene Auflösung des Falls am Ende der Geschichte im Zentrum des Lektorats stehen.

### Wissenschaftslektorat
Das Wissenschaftslektorat widmet sich sowohl hochrangigen wissenschaftlichen Publikationen als auch Examensarbeiten wie Bachelor- und Masterarbeiten. Wie beim Lektorat generell gilt auch hier die Aufmerksamkeit formalen und inhaltlichen Gesichtspunkten (sprachliche Klarheit, Kohärenz, Genauigkeit und Lesbarkeit). Die Besonderheit dieser Form des Lektorats ergibt sich aus den wissenschaftlichen Standards, denen ein Text genügen muss. Das heißt, die Gliederung muss üblicherweise Gesichtspunkte wie „Fragestellung/Problem“, „Methodik“, „Beweisführung/Argumentation“ und „Ergebnis/Schlussfolgerung“ enthalten, und die Argumentation bzw. Beweisführung sollte für den fachkundigen Leser nachvollziehbar sein. Abhängig von der konkreten Zielvorgabe können bei einem Wissenschaftslektorat die Verbesserung der Argumentation oder des Darstellungsstils, die Prüfung der Richtigkeit von Fakten oder die Überprüfung der Richtigkeit und Vollständigkeit von Quellennachweisen Schwerpunkte sein.

### Werbelektorat
Beim Werbelektorat geht es neben der formalen Korrektur nicht um die Richtigkeit von Aussagen, sondern um die Prüfung eines Textes in dem Hinblick auf die Eignung für ausgesuchte Zielgruppen. Damit verbunden sein kann eine gewisse Nähe zum stilistischen Lektorat, wobei die Stil-Kriterien in diesem Fall eben kunden- oder produktspezifisch sind. Typische Textformen sind im Fall des Werbelektorats Produkt- und Imagebroschüren, Anschreiben und Antwortfaxe, Bestellanträge und Bankaufträge, Banner und ganze Websites, Gebrauchsanleitungen und Datenblätter, Visitenkarten und Briefpapier, Beipackzettel und Patientenratgeber, Kataloge und Plakate, Geschäftsberichte und allgemeine Geschäftsbedingungen. Ein weiterer Schwerpunkt ist beispielsweise die Prüfung einer einheitlichen Gestaltung von Werbematerialien mit Wiedererkennungswert für Kunden, also der durchgängigen Verwendung einheitlicher Farben, Logos, Slogans etc. „Wegen der in aller Regel sehr anspruchsvollen Kundschaft ist für eine erfolgreiche Tätigkeit im Werbelektorat viel Erfahrung erforderlich.“

### Muttersprachliches Lektorat von Übersetzungen
Bei der Anfertigung von Übersetzungen, deren Zieltext nicht in der Muttersprache des Übersetzenden abgefasst ist, ist es üblich die Qualitätssicherung durch ein muttersprachliches Lektorat zu optimieren. Größere Übersetzungsagenturen vergeben Aufträge auch gern gezielt an Muttersprachler, um diesen Schritt einzusparen. Soloselbstständige verfügen dagegen oftmals über eine Reihe muttersprachlicher Kolleginnen und Kollegen, die bei entsprechendem Bedarf kontaktiert werden.
Berufsverbände wie der BDÜ bieten außerdem Fortbildungen im Bereich Lektorat an, die sich explizit an Übersetzer wenden.

## Wirtschaftliche Bedeutung
Der Wert der in Deutschland jährlich erbrachten Lektoratsdienstleistungen wird vom Branchenverband auf über eine Milliarde Euro beziffert. Der größte Anteil entfällt hierbei auf fest angestellte Lektoren in Werbeagenturen und Verlagshäusern.
Durch die Möglichkeit der Datenübertragung über das Internet werden in der Praxis zunehmend Lektoratsleistungen von externen Lektoren übernommen. Viele freie Lektoren bieten zusätzliche Dienstleistungen an, etwa die teilweise oder vollständige Herstellung von Texten (im VFLL-Jargon: „producing“, aber dieser Begriff ist mehrdeutig und daher allgemein ungeeignet), Autorenakquise und -betreuung, Bildredaktion, Recherche, Texten, Indexing und Ghostwriting.
Auftraggeber von freien Lektoren sind neben Verlagen Werbe- und PR-Agenturen, Unternehmen, Autoren/Selfpublisher, Zeitungen und Zeitschriften und öffentliche Einrichtungen.
Einzelne Lektorate spezialisieren sich auf bestimmte Arten von Texten (zum Beispiel Werbetexte) oder Kunden (zum Beispiel Studierende und Selfpublisher). Der Markt für externe Lektoratsdienstleistungen ist trotz einiger sehr großer Firmen stark zersplittert, da es unzählige Ein-Personen-Unternehmen gibt. Eine genaue Zahl dazu gibt es nicht; Anhaltspunkte geben die Mitgliederzahl im Verband der Freien Lektorinnen und Lektoren e. V. (Mai 2024: Rund 1300) und die Zahl der Versicherten bei der Künstlersozialkasse (KSK), die dort als Lektor/Lektorin geführt sind (2014: 2550) Freie Lektorinnen und Lektoren sind Freiberufler und können ihre Sozialversicherung bei der Künstlersozialversicherung im Bereich „Wort“ abschließen.
Leistung und Erfolg sind im Verlagswesen auf viele Bereiche verteilt: Neben dem Lektorat sind es Herstellung, Gestaltung, Marketing und Vertrieb.

## Historisches
Im 18. Jahrhundert war es üblich, dass Lektoren auch selbst schrieben, also neben dem Beruf des Lektors zugleich noch Autoren waren. Beispielsweise sind Johann Gottfried Seume zu nennen oder noch früher, am Anfang des 16. Jahrhunderts, Erasmus von Rotterdam. Im 20. Jahrhundert waren etwa die Autoren Horst Bienek, Moritz Heimann, Hermann Kasack, Oskar Loerke, Kurt W. Marek und Peter Rühmkorf zumindest zeitweise auch als Lektoren tätig. Diese Art von Doppelberuf ist heutzutage selten. In der Regel ist die Arbeit im Lektorat die einzige Tätigkeit eines Verlagslektors, wenn es auch einzelne Veröffentlichungen von Verlagslektoren gibt. Freie Lektoren bieten oft Dienstleistungen an, die über das reine Lektorat hinausgehen. Dazu gehören auch das Schreiben von Büchern sowie das Texten und Ghostwriting.